# Levante español

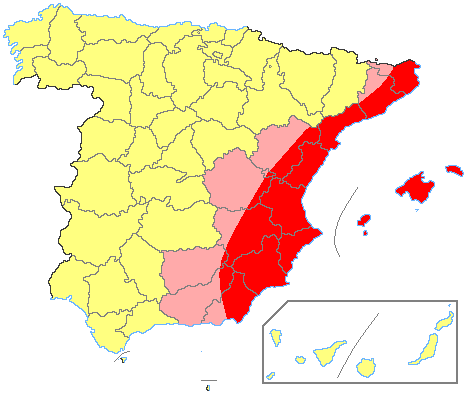
Levante español (en rojo)

Levante español, Levante peninsular o simplemente Levante son expresiones que se suelen usar para referirse al conjunto de comarcas de la costa mediterránea española, en especial aquellas correspondientes a la Comunidad Valenciana y la Región de Murcia, siendo más o menos coincidente con el sector oriental de la península ibérica. 
Su uso como topónimo implica un conflicto terminológico debido a su ambigüedad, pues no se corresponde con ninguna demarcación administrativa que abarque su territorio, y se solapa en su uso con los de los territorios históricos y comunidades autónomas. Según la Fundéu, el término no es sinónimo de Comunidad Valenciana.

## Territorio
Aunque desde el siglo XX es frecuente el uso de este término para referirse a algún aspecto común o propio de la zona este de España, ya sea histórico, meteorológico o de cualquier otro tipo, actualmente no existe ninguna entidad autonómica ni supraautonómica con dicha denominación. Desde el punto de vista de la toponimia oficial únicamente existe una comarca de la provincia de Almería llamada Levante Almeriense, que abarca desde el cabo de Gata hasta Pulpí.
Según la Real Academia Española, el término Levante se usa como «Nombre genérico de las comarcas mediterráneas de España, y especialmente las correspondientes a los antiguos reinos de Murcia y Valencia». En este sentido, en 2009, la RACV se dirigió a la RAE en los siguientes términos:

El término "levante", es geográfico y relativo, pues depende de donde uno se ubique (para los valencianos el levante es Mallorca); por otra parte hay varios territorios históricos en la zona geográfica denominada "levante" y conviene concretar y respetar su onomástica oficial y su identidad. El Diccionario en su entrada de "sur" no dice nada de Andalucía, ni en la entrada de "norte" dice nada del País Vasco, Cantabria, etc. Por lo que se propone que se elimine las referencias a Valencia y Murcia en la definición de "levante" y se haga el mismo tratamiento que en las definiciones de "norte" o "sur". 

Por ello nuestra propuesta es la siguiente: 
"...//3 Región o territorio situado en la parte este de un
país o de un área geográfica determinada.//

También se propone que este término deje de utilizarse en otras entradas del Diccionario para referirse a Valencia.

## Historia
Hasta el pasado siglo, el uso de este término con las connotaciones actuales era anecdótico. Fue a partir de la publicación por la Editorial Calpe de una guía turística sobre Valencia y Murcia (incluyendo Albacete) titulada Levante cuando su uso empezó a popularizarse. De hecho, esta guía dedicada a Valencia y Murcia fue la única de toda una serie de guías turísticas de las distintas regiones españolas en la que su título sustituía por otro los nombres históricos de los territorios sobre los que trataba.
A partir de 1930, a pesar de compartir fuertes vínculos históricos y culturales con Valencia desde el siglo XIV, algunos políticos de la ciudad de Alicante utilizaron el término para intentar impedir la aprobación de un Estatuto de Autonomía Valenciano, alegando que no representaría la identidad de Alicante. Por ejemplo, Lorenzo Carbonell, del Partido Republicano Radical Socialista y por entonces alcalde de Alicante, se expresó de la siguiente manera sobre el proyecto de Estatuto Regional Valenciano:

Si Valencia pide un Estatuto, será para ella sola. Ni Alicante lo pide ni se une a ella. Alicante más que valenciana es levantina.

A este respecto, Joan Fuster escribió en 1962:

De todo eso ha surgido, últimamente, otra etiqueta deformadora: la de Levante. El uso que se hace de ella tiene una intención incontrovertible. Nadie ignora que uno de los designios que la animan es, precisamente, el de retirar de la circulación el término ‘valenciano’ para calificar el país. La cosa es injuriosamente grotesca. […] Cuando alguien habla de Levante para referirse de una manera u otra al País Valenciano, no hay duda de que trata de escamotear la única realidad propia de los valencianos: la oculta, la enturbia o la niega.

En la misma línea, en 1996, un informe del Consejo Valenciano de Cultura –órgano consultivo en materia cultural de las Cortes Valencianas– habló sobre la inconveniencia del término «Levante» para referirse al territorio de la actual Comunidad Valenciana, antiguo Reino de Valencia. Este informe argumentaba que durante un tiempo, ya en el siglo XX, se estableció este nombre para aplacar la personalidad valenciana y evitar que surgiera un movimiento nacionalista como los de otros territorios del Estado. 

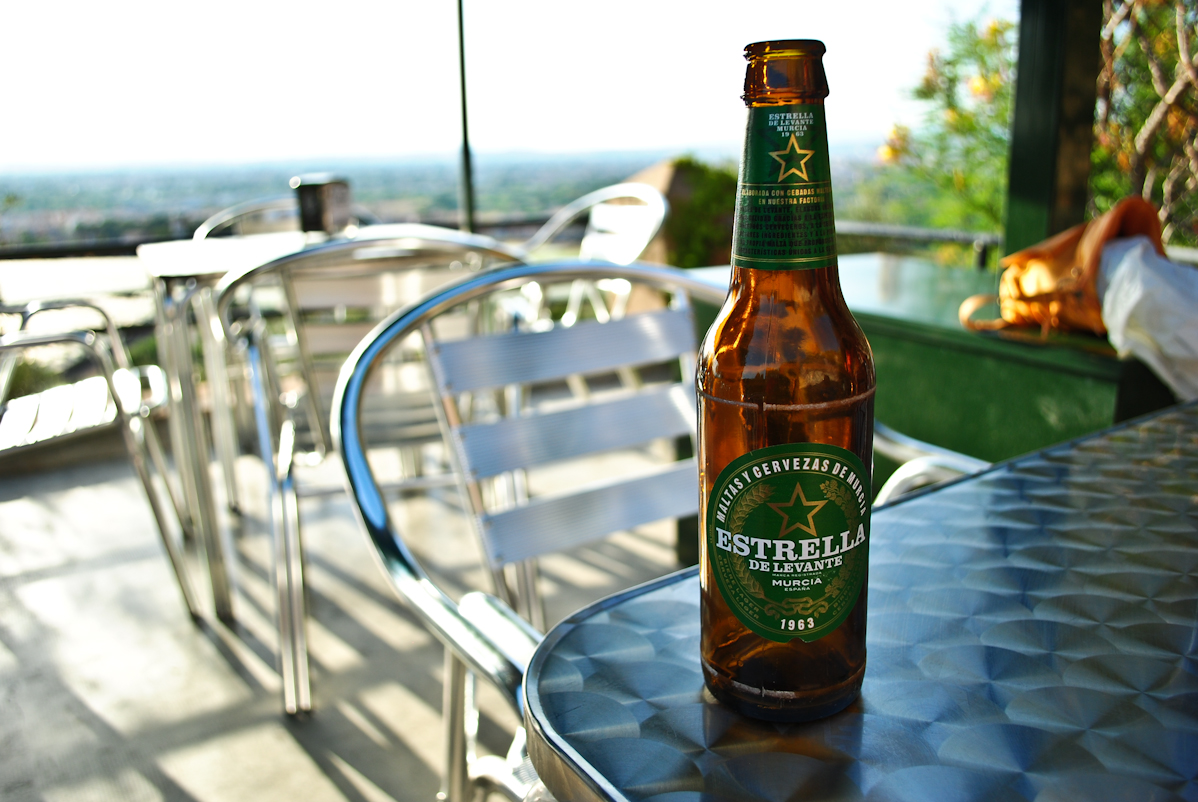
Botellín de Estrella de Levante

En la actualidad este término forma parte del nombre de diversas entidades, como Estrella Levante, una empresa cervecera originada en Murcia, el periódico valenciano Levante-EMV, cuyo nombre data de 1939, tras su incautación y refundación al final de la Guerra civil por la FET y de las JONS, y el Levante UD, un club deportivo surgido en los barrios pesqueros de Valencia, y que debe su nombre al viento del este que servía a los pescadores para volver a casa después de hacer su trabajo.
Por otra parte, el anteriormente conocido como “arte rupestre levantino” fue declarado Patrimonio de la Humanidad por la Unesco en 1998, bajo la denominación de Arte rupestre del arco mediterráneo de la península ibérica.